# Ferenc Csik
Ferenc Csik (Kaposvár, 12 dicembre 1913 – Sopron, 29 marzo 1945) è stato un nuotatore ungherese.
Specializzato nello stile libero ha vinto la medaglia d'oro nei 100 m sl ai Giochi olimpici di Berlino 1936, in aggiunta al bronzo nella staffetta 4x200 m sl.
È diventato uno dei Membri dell'International Swimming Hall of Fame.
È stato primatista mondiale della staffetta 4x100 m sl.

## Palmarès
- Olimpiadi
  - Berlino 1936: oro nei 100 m sl e bronzo nella staffetta 4x200 m sl.
- Europei
  - 1934 - Magdeburgo: oro nei 100 m sl e nella staffetta 4x200 m sl.